# Ariake Arena
Ariake Arena (jap. 有明アリーナ Ariake Arīna) – hala widowiskowo-sportowa w Tokio, stolicy Japonii. 
Została wybudowana w latach 2017–2019. Może pomieścić 15 tys. widzów. 
Obiekt gościł mecze turnieju siatkówki halowej (kobiet i mężczyzn) podczas Letnich Igrzysk Olimpijskich 2020, a także część spotkań (w tym wszystkie mecze rundy finałowej) turnieju mężczyzn oraz kobiet w koszykówce na wózkach podczas Letnich Igrzysk Paraolimpijskich 2020.